# Phacellophora
Phacellophoridae
Famille
Genre
Synonymes
- Callinema Verrill, 1869[1]

Phacellophora est l'unique genre de méduses de la famille des Phacellophoridae.

## Systématique
La famille des Phacellophoridae a été créée en 2011 par Ilka Straehler-Pohl (d), Chad L. Widmer (d) et André Carrara Morandini (d),. Selon World Register of Marine Species (12 avril 2024), elle ne compte qu'un seul genre, le genre Phacellophora Brandt, 1835
Le genre Phacellophora a été créé en 1835 par le naturaliste allemand Johann Friedrich von Brandt (1802–1879), et en taxonomie, le nom valide complet (avec auteur) de ce taxon est Phacellophora Brandt, 1835.
Phacellophora a pour synonyme :
- Callinema Verrill, 1869

## Liste d'espèces
Selon ITIS et World Register of Marine Species (6 avril 2021) :
- Phacellophora camtschatica Brandt, 1838

## Publication originale
- Famille des Phacellophoridae :
  - (en) Ilka Straehler-Pohl, Chad L. Widmer et André C. Morandini, « Characterizations of juvenile stages of some semaeostome Scyphozoa (Cnidaria), with recognition of a new family (Phacellophoridae) », Zootaxa, Magnolia Press (d), vol. 2741, no 1,‎ 17 janvier 2011, p. 1-37 (ISSN 1175-5334 et 1175-5326, OCLC 49030618, DOI 10.11646/ZOOTAXA.2741.1.1, lire en ligne).
- Genre Phacellophora :
  - Johanne Friderico Brandt, Prodromus descriptionis animalium ab H. Mertensio observatorum : fascic. I. Polypos, Acalephas Discophoras et Siphonophoras, nec non Echinodermata continens (publication scientifique), 1835, [lire en ligne].